# Blochs formel
Inom algebraisk K-teori, en del av matematiken, är Blochs formel, introducerad av Spencer Bloch för {\displaystyle K_{2}}, en formel som säger att Chowgruppen av en slät varietet X över en kropp är isomorfisk till kohomologin av X med koefficienter i K-teorin av strukturkärven {\displaystyle {\mathcal {O}}_{X}}; i andra ord,
{\displaystyle \operatorname {CH} ^{q}(X)=\operatorname {H} ^{q}(X,K_{q}({\mathcal {O}}_{X}))}
där högra membrum är kärvekohomologin; {\displaystyle K_{q}({\mathcal {O}}_{X})} är kärven associerad till prekärven {\displaystyle U\mapsto K_{q}(U)} där U är Zariski-öppna delmängder av X. Det allmänna fallet bevisades av Quillen. För q = 1 följer {\displaystyle \operatorname {Pic} (X)=H^{1}(X,{\mathcal {O}}_{X}^{*})}.
Fallet med blandad karakteristik är fortfarande olöst.